# 백영현
백영현(白永鉉, 1961년 1월 7일~)은 대한민국의 공무원, 정치인이다. 제8대 경기도 포천시장(2022~, 민선 8기)이다. 1987년 포천군 이동면사무소에 공직을 시작하여 30여년간 포천시청과 경기도청에서 근무했다.

## 학력
- 신북초등학교 졸업
- 포천중학교 졸업
- 포천종합고등학교 졸업
- 단국대학교 공학대학 토목공학 학사
- 대진대학교 법무대학원 법학 석사

## 경력
- 공무원(지방토목기원보) 임용
- 경기도청 전입 및 근무
- 포천시 선단동장
- 포천시 에코도시개발과장
- 포천시 한탄강관광지원과장
- 포천시 전략사업과장
- 경기도 포천시 소흘읍장
- 제20대 대통령선거 국민의힘 중앙선거대책본부 SNS지원단 부단장
- 제20대 대통령선거 국민의힘 중앙선거대책본부 직농총괄본부 행정소통지원본부 경기 포천시 본부장
- 제20대 대통령선거 국민의힘 중앙선거대책본부 대외협력본부 지역균형발전 추진단장
- 제20대 대통령선거 국민의힘 중앙선거대책위원회 국민후원회 경기 포천시 회장
- 제20대 대통령선거 국민의힘 중앙선거대책위원회 조직통합본부 인재영입위원회 포천시위원장
- 2021년 8월 : 국민의힘 경기도당 행정혁신위원장
- 2022년 7월 ~ : 제8대 경기도 포천시장

## 역대 선거 결과
|  | 37.62% |

|  | 52.33% |